# Bahnhof Krebsöge
Der Bahnhof Krebsöge war von 1886 bis 1980 die Bahnstation des Dorfes Krebsöge, heute Ortsteil der Stadt Radevormwald. Mit der Weiterführung der Wuppertalbahn Richtung Radevormwald wurde Krebsöge zum Trennungsbahnhof.

## Geschichte
Die Station wurde am 1. Februar 1886 mit dem ersten Bauabschnitt der Nebenbahn von Lennep nach Beyenburg in Betrieb genommen und war bis zur Fertigstellung des nächsten Streckenabschnittes bis Dahlerau am 1. Dezember 1886 vorläufiger Endpunkt der Strecke. Mit der Aufnahme des Güterverkehrs nach Radevormwald am 1. November 1889 wurde Krebsöge zum Trennungsbahnhof ausgebaut.
Bis zur Eröffnung des Streckenabschnittes nach Oberbarmen am 3. Februar 1890 gab es durchgehende Züge von Lennep nach Dahlerau beziehungsweise Beyenburg. Danach verlagerte sich der durchgehende Verkehr auf die Strecke Oberbarmen–Radevormwald. Die Züge aus Lennep endeten fortan in Krebsöge. Mit der Verlängerung der Wuppertalbahn gab es ab 1910 direkte Zugverbindungen von Oberbarmen über Krebsöge, Anschlag und Halver nach Brügge.
Der Personenverkehr auf der Strecke Remscheid-Lennep–Krebsöge wurde bereits am 21. November 1953 eingestellt. Am 31. Dezember 1954 endete auch der Güterverkehr nach Lennep, die Strecke wurde stillgelegt und bald darauf abgebaut. In den folgenden Jahren wurde der Personenverkehr zunehmend ausgedünnt und der Bahnhof in eine Haltestelle zurückgebaut.
Ab dem 28. Mai 1976 endete das verbliebene Schülerzugpaar aus Oberbarmen, das mit einem Schienenbus gefahren wurde, bereits in Krebsöge. Am 28. Dezember 1979 wurde auch diese Verbindung eingestellt. Der Güterverkehr wurde noch bis zum 26. September 1980 aufrechterhalten. Im Jahr 1982 wurden dann die letzten Gleise demontiert. Das gesamte Areal des ehemaligen Bahnhofes wurde bei der Fertigstellung der Wuppertalsperre überflutet.

## Gleisanlagen
Empfangsgebäude, Hausbahnsteig und Güteranlagen lagen parallel zur Achse des Hauptgleises der Strecke Lennep–Dahlerau (Gleis 1), ebenso das Kreuzungsgleis (Gleis 2). Die später gebaute Strecke nach Radevormwald zweigte etwa in Höhe des Empfangsgebäudes in einer engen Linkskurve ab. Die Anlagen des umgangssprachlich Rader Ast genannten Bahnhofsteils bestanden aus einem Kreuzungsgleis, von dem Ein- und Ausfahrten in alle Richtungen möglich waren (Gleis 3) und einem durchgehenden Gleis für Züge von Dahlerau nach Radevormwald (Gleis 4). Zwischen diesen Gleisen lag ein Inselbahnsteig, der vom versetzt liegenden Hausbahnsteig aus über eine Personenunterführung erreichbar war. Die Gütergleise 5 bis 7 (Ladestraße, Aufstellgleis, Güterschuppen) waren über das Ziehgleis 8 an das Gleis 1 angebunden.
Vom Rader Ast aus waren die Gütergleise nur mit aufwendigen Rangierfahrten erreichbar. Deshalb wurde das Hauptgleis Richtung Lennep nach der Stilllegung der Strecke vom Rückbau ausgenommen und blieb als Zufahrt zu den Gütergleisen liegen. Der Lenneper Stumpen, wie dieses Gleis genannt wurde, endete kurz hinter der ehemaligen Ausfahrweiche an einem Prellbock.

## Hochbauten
Das Empfangsgebäude bestand aus einem Hauptgebäude mit Dienstwohnungen, angebautem Güterschuppen und Seitenrampe. In den ersten Jahren gab es im Empfangsgebäude ein Bahnhofsrestaurant.
Ebenfalls am Hausbahnsteig in Richtung Dahlerau stand ein Toilettengebäude. Zwischen den beiden Gebäuden lag der überdachte Zugang zur Personenunterführung. Nach 1971 wurde das Gebäude mit seinen Anbauten abgerissen und am verbliebenen Gleis des Rader Astes ein Wartehäuschen errichtet.
Für Dampflokomotiven bestand in Krebsöge die Möglichkeit, Wasser zu fassen. Ein kleiner Wasserturm zwischen den Streckenästen stellte die Versorgung mit Speisewasser sicher. In der Nähe des Wasserturms stand ein Werkstattschuppen, der von der Bahnmeisterei genutzt wurde.